# Oszai járás (Irkutszki terület)

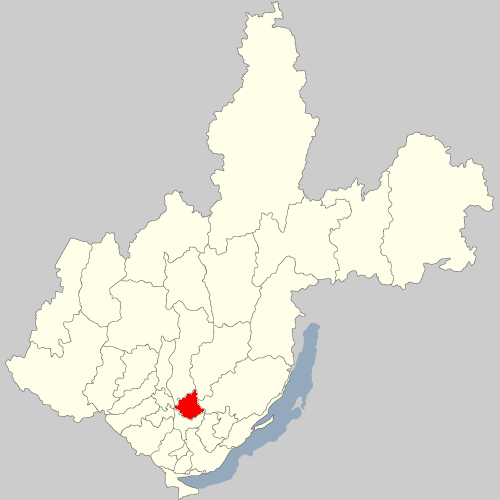
Az Oszai járás az Irkutszki területen

Az Oszai járás (oroszul Оси́нский райо́н, burjátul  аймаг) Oroszország egyik járása az Irkutszki területen. Székhelye Osza.

## Népesség
- 1989-ben 20 668 lakosa volt.
- 2002-ben 20 962 lakosa volt.
- 2010-ben 20 431 lakosa volt, melyből 9807 orosz, 9510 burját, 674 tatár stb.